# Anastrepha fuscicauda
Anastrepha fuscicauda är en tvåvingeart som beskrevs av Allen L.Norrbom och Korytkowski 2007. Anastrepha fuscicauda ingår i släktet Anastrepha och familjen borrflugor.
Artens utbredningsområde är Panama. Inga underarter finns listade i Catalogue of Life.